# Liten myrlejonslända
Liten myrlejonslända (Myrmeleon bore) är en art i insektsordningen nätvingar som tillhör familjen myrlejonsländor. 

## Kännetecken
Denna myrlejonslända har en vingbredd på 55 till 69 millimeter. Grundfärgen på kroppen är gråsvart eller gråbrun med en gles ljusgrå till vitaktig behåring på bakkroppen. På sidorna av nackskölden finns hos den fullbildade insekten ett blekt gulvitt band och även på bakkroppen finns smala, blekt gula markeringar. Hanen kan skiljas från honan genom ett litet mörkt och klubbliknande utskott vid den bakre vingens bas.
Larven, som blir upp till cirka 15 millimeter lång, är gråaktig till färgen och har enfärgat ljusa bakben. På ovansidan har den tre band av mörka fläckar, varav de i det mittersta bandet är mera sammanhängande än de i de två sidobanden. Larvens labialpalper är tredelade.

## Utbredning
Utbredningsområdet för arten sträcker sig från centrala Europa och Skandinavien österut till Ryssland, Mongoliet och Japan. 

### Status i Sverige
I Sverige är denna myrlejonslända klassad som missgynnad. Dess habitat är framför allt sandiga områden nära kuster i Skåne, Blekinge, Bohuslän, Hälsingland, på Öland och Gotland. Den finns också i två andra mindre områden längre in i landet, båda belägna längs stranden till norra Vänern i Värmland. Det största hotet mot arten är igenväxning av dess livsmiljöer, dels genom ett i allmänhet ökat kvävenedfall ur atmosfären och dels genom igenplantering.

## Levnadssätt
Den fullbildade insekten, imagon, kan i Norden ses flyga från slutet av juni till början av augusti. Varje enskild individ lever dock endast en kort tid och dör efter att ha fortplantat sig. Efter parningen söker honan upp en lämplig plats där hon lägger sina ägg, ett och ett. När larven kläcks gräver den en fångstgrop, i vilken den sedan väntar på att lämpliga byten, som myror och andra mindre insekter eller spindlar skall falla ner. Som andra myrlejonsländelarver kan den sprätta sand på ett byte som är på väg att ta sig upp ur gropen för att få det att halka ner igen. Den övervintrar minst en, men troligen oftast två gånger innan den förpuppar sig. 